# Gaston Salmon

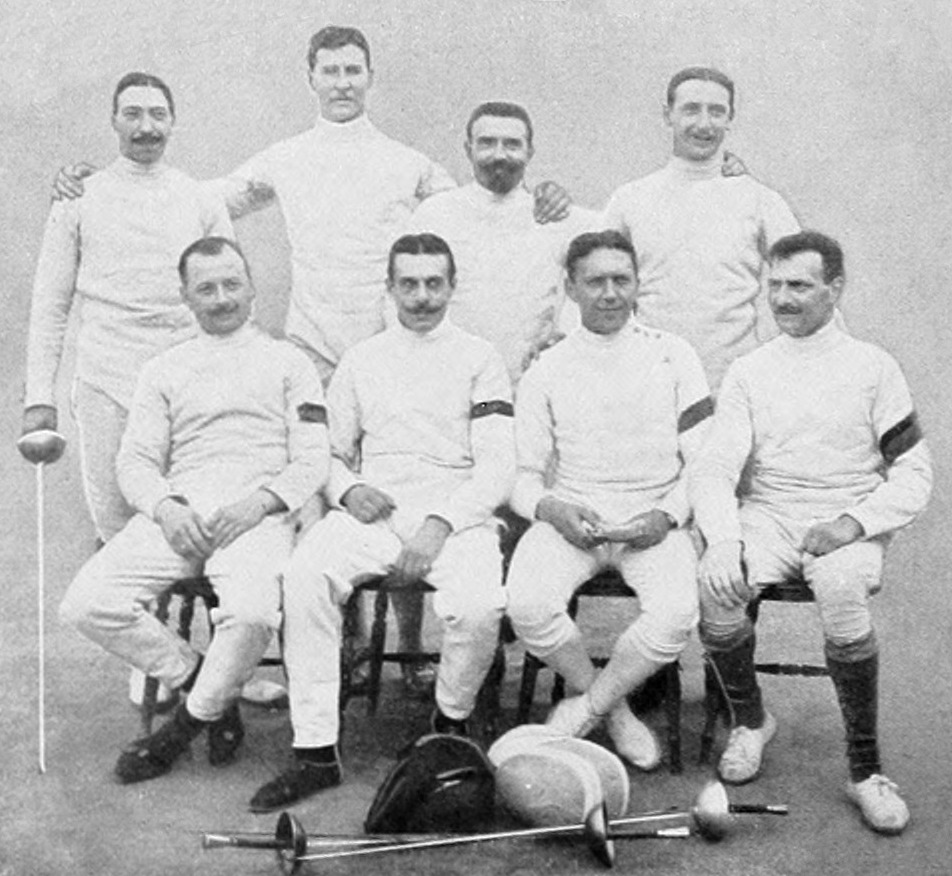
Équipe belge d'escrime aux Jeux olympiques d'été 1912

Gaston Salmon, né le 5 mars 1878 à Marcinelle et mort le 30 avril 1918 à Furnes, est un escrimeur belge, pratiquant l'épée, le fleuret et le sabre.

## Biographie
Gaston Joseph Clément Marie Salmon, né le 5 mars 1878 à Marcinelle, est le fils d'Émile Salmon, sous-chef de station, et d'Antoinette Crispin,,. Il est de confession juive. La famille Salmon quitte Marcinelle et s'installe à Bruxelles. Gaston Salmon se domicilie à Etterbeek à proximité du Square Ambiorix. Le 31 juillet 1906, il épouse Fernande Ermens à Bruxelles. 
Au niveau professionnel, il est contrôleur aux chemins de fer vicinaux à Bruxelles. Comme escrimeur, il est inscrit à la salle Dupont à Bruxelles. Salmon représente la Belgique aux Jeux olympiques de 1912, participant à trois épreuves et remportant une médaille d'or à l'épée par équipe,. Il participe à deux autres épreuves individuelles, mais est éliminé au premier tour du fleuret individuel et du sabre individuel. 
Pendant la Première Guerre mondiale, il est lieutenant sur le front de l'Yser. Lors de la dernière offensive belge de 1918, il est tué dans un bombardement par un avion allemand et est enterré à Westvleteren.